# Amelith
Amelith [aməˈlit] ist eine Ortslage der Bodenfelder Ortschaft Nienover im Landkreis Northeim (Niedersachsen). In ihr leben 242 Einwohner.

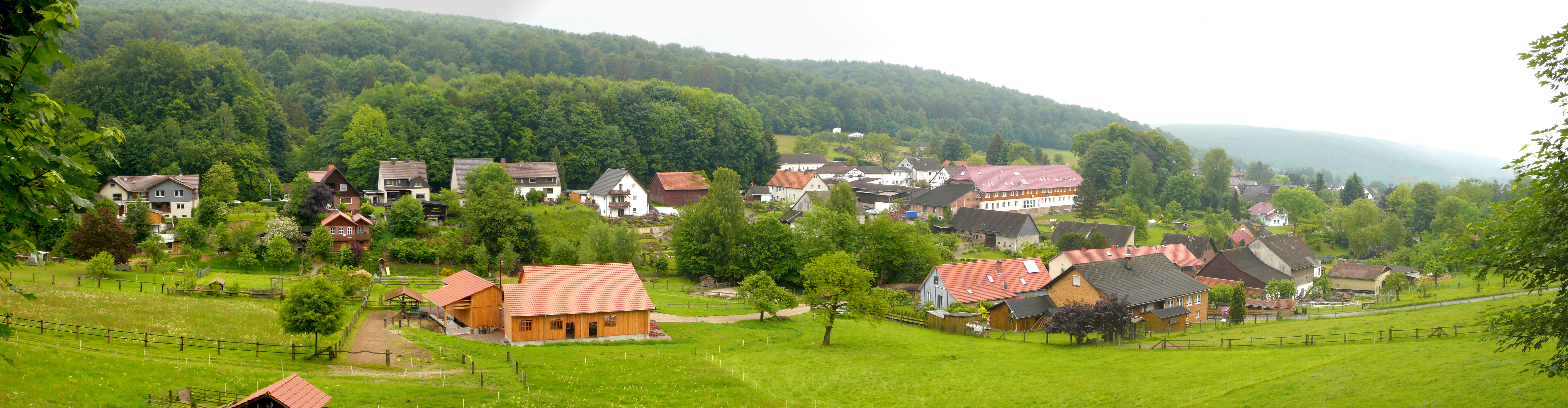
Nordteil von Amelith

## Geographie
Die Ansiedlung liegt im südlichen Solling im Tal des Reiherbachs. Sie ist umgeben von waldreichen Höhen.

## Geschichte

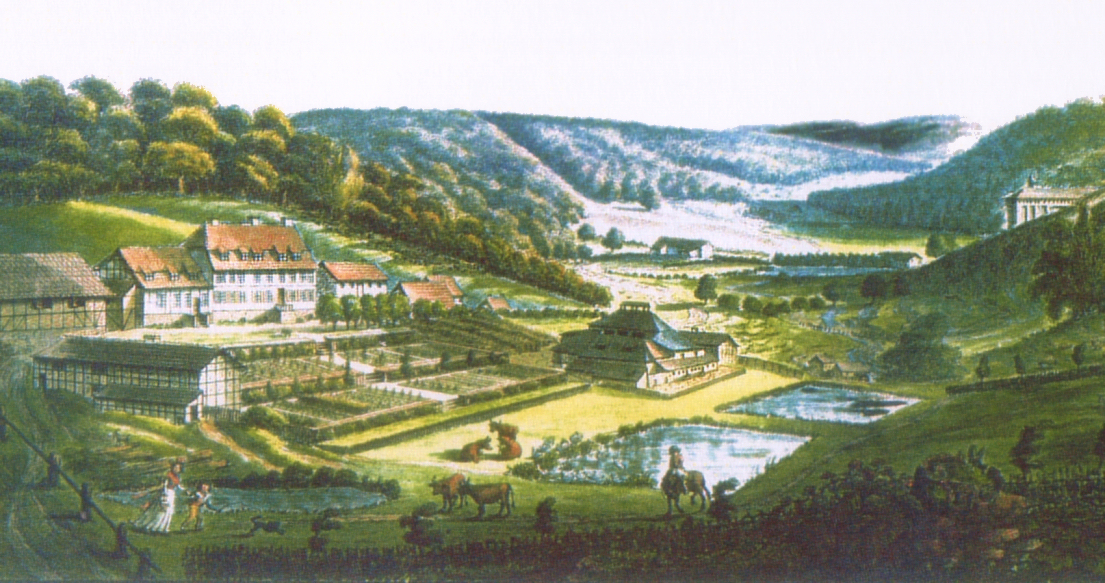
Spiegelglashütte Amelith in der Bildmitte, links der Gutshof mit dem Herrenhaus „Eckhardts Hoff“, rechts Schloss Nienover

Bereits 1575 taucht in Sollinger Forstrechnungen die Bezeichnung Amelytt auf.
Unter dem britischen König Georg III., gleichzeitig Kurfürst von Hannover, entstand 1776 als hannoversche Gegengründung zur Hütte im braunschweigischen Grünenplan die Spiegelglashütte Amelith. Sie sollte die seit dem 15. Jahrhundert im Amtsbereich von Nienover nachgewiesenen Wanderhütten ablösen und die Glasmacher mit ihren Familien an ihren Arbeitsplatz binden. Die Glashütte entwickelte sich zur bedeutendsten des Gebiets, Gläser und Spiegel wurden nach Russland, Schweden, in die Niederlande und nach Großbritannien exportiert. In einer Phase wirtschaftlicher Schwierigkeiten um 1850 wanderten einige Menschen aus Polier sowie Amelith aus und gründeten am Michigansee eine neue Siedlung Amelith, deren Gemeindekirche die St.-Johannes-Kirche war. Die Glashütte wurden 1926 geschlossen und 1931 abgebrochen.
Mit der Eingemeindung von Nienover kam Amelith am 1. März 1974 zu Bodenfelde.
In einem umgebauten ehemaligen Wirtschaftsgebäude der früheren Glasfabrik Amelith und Nebengebäuden betreibt die in Hannover ansässige, christliche Drogenarbeit Neues Land seit 1991 ein Therapie- und Nachsorgezentrum und seit 2002 ein Hof-Café. Zuvor dienten die Gebäude als Fremdenpension und zu landwirtschaftlichen Zwecken.
Bis Ende 2010 war Amelith staatlich anerkannter Erholungsort.

## Vereine
Zu den Vereinen Ameliths gehört die Freiwillige Feuerwehr und der Tisch Tennis Club Amelith e.V. (TTC Amelith).

## Amelith (Michigan)
Im US-Bundesstaat Michigan gibt es eine gemeindefreie Ortschaft Amelith, die zum Township Frankenlust und zum Kreis Bay County gehört. Sie wurde 1848 in Erinnerung an Amelith in Norddeutschland gegründet.